# Rolex Sports Car Series
Le Rolex Sports Car Series était un championnat automobile nord-américain fondé en 2000 dirigé par la Grand American Road Racing Association.
Le nom original de la compétition était « Grand American Road Racing Championship » avant que Rolex ne devienne le sponsor principal en 2002. Les 24 Heures de Daytona était la course la plus connue de ce championnat dont elle était aussi traditionnellement la première course de la saison. À l'exception des 6 Heures de Watkins Glen, toutes les autres courses duraient moins de trois heures.
Ce championnat a été remplacé par l'United SportsCar Championship dès la saison 2014.

## Historique

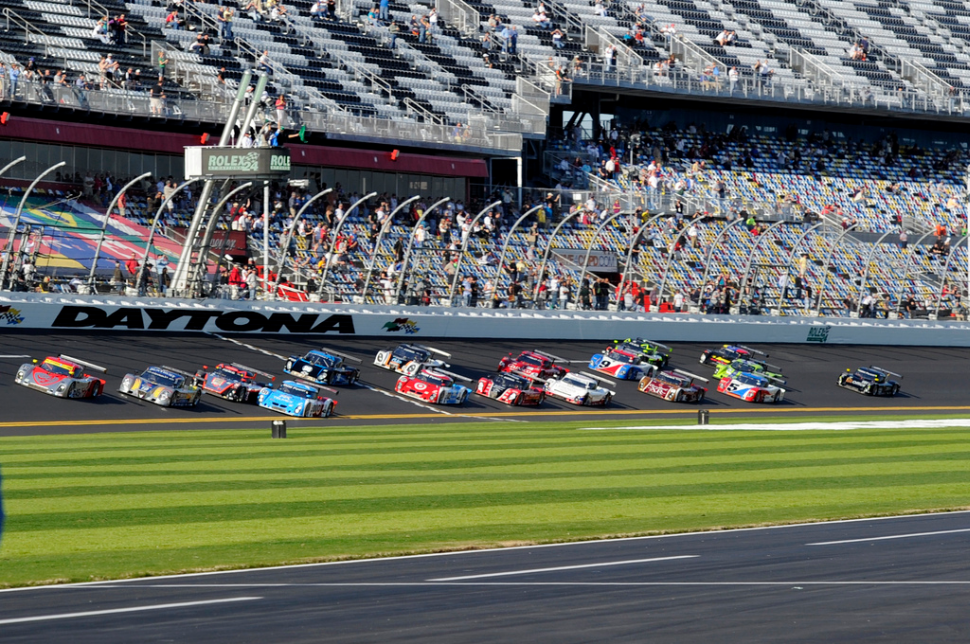
Le départ des 24 Heures de Daytona 2011

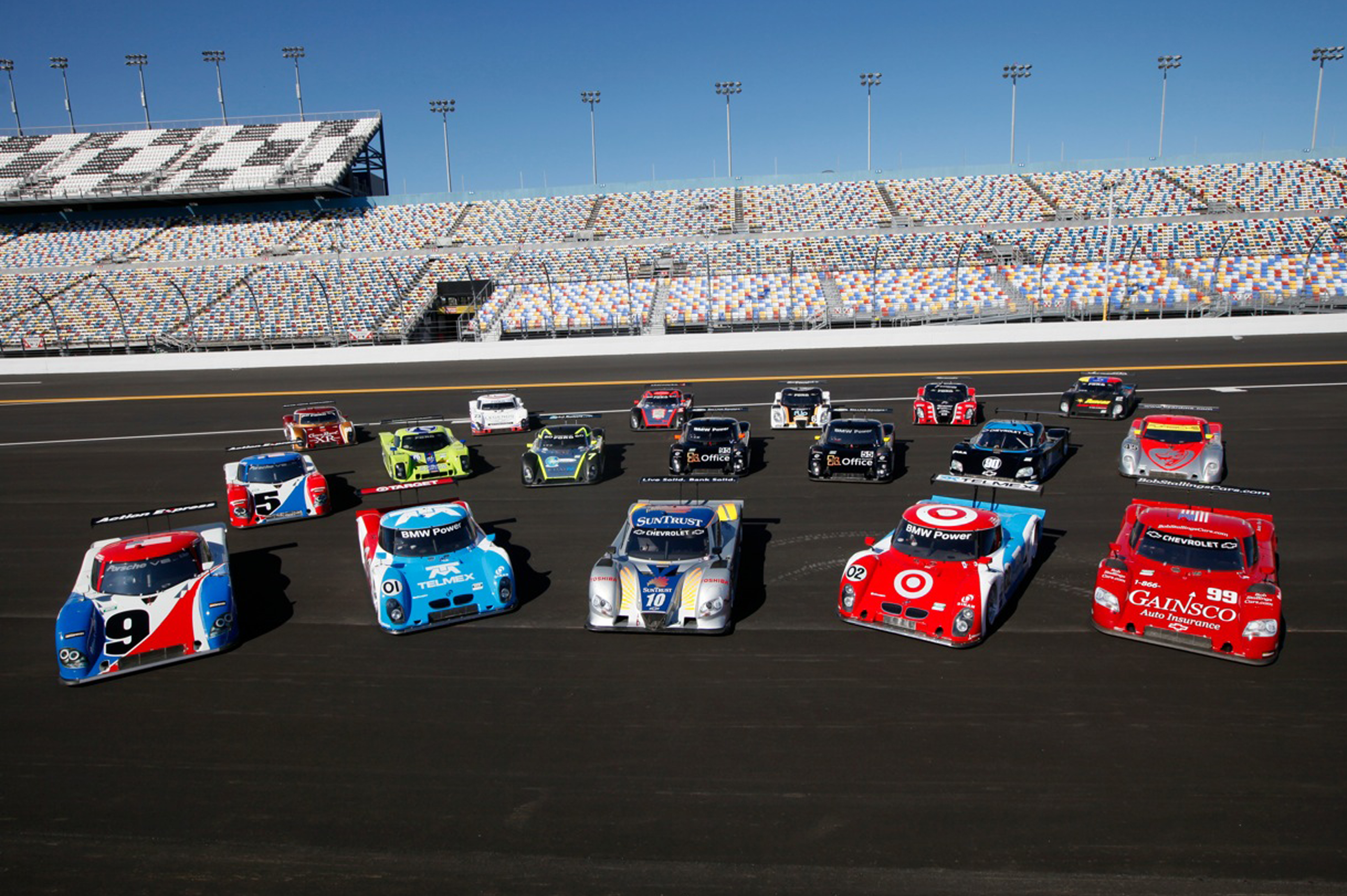
Le plateau Daytona Protoype 2011

Le Grand-Am a été fondé en 1999 et est basé sur le Daytona International Speedway. La première course est organisée le 6 février 2000 avec les 24 Heures de Daytona.
L'échec de l'United States Road Racing Championship laisse la place à un nouveau projet basé sur les 24 Heures de Daytona reprenant les mêmes catégories de prototypes SRI et SRII que le Championnat FIA des voitures de sport. Au fil des années, le nombre de catégories s'est réduite à deux catégories : le « Daytona Prototype » (ou DP) et le « Grand Tourisme » (ou GT).
En 2012, une mini série voit le jour avec les trois plus prestigieuses courses du championnat, le North American Endurance Championship (ou NAEC). Les courses concernées sont les 24 Heures de Daytona, les 6 Heures de Watkins Glen et le nouveau Brickyard Grand Prix, une course de trois heures qui se dispute à Indianapolis. Les premiers vainqueurs sont en 2012 l'écurie Starworks Motorsport et le pilote Alex Popow,. Les vainqueurs 2013 sont l'écurie Chip Ganassi Racing with Felix Sabates et les pilotes Scott Pruett et Memo Rojas.
Le 5 septembre 2012, les séries American Le Mans Series et Grand-Am Road Racing annoncent officiellement le rapprochement historique des deux grands championnats d'endurance américains pour la création d'un championnat unique en 2014. International Motor Sports Association qui gère le championnat ALMS est racheté par Grand-Am et rentre ainsi dans le giron de la NASCAR Holdings LLC.

## Catégories
Les voitures qui ont participé à cette épreuve étaient réparties en deux catégories :
- Prototypes (nommés « Daytona Prototype » ou DP depuis 2003)
- Grand Tourisme

## Palmarès
| Saison | Catégories                  | Catégories                     | Catégories                   | Catégories                | Catégories   |
|        | SR                          | SRII                           | GTO                          | GTU                       | AGT          |
| ------ | --------------------------- | ------------------------------ | ---------------------------- | ------------------------- | ------------ |
| 2000   | James Weaver                | Larry Oberto                   | Terry Borcheller             | Mike Fitzgerald           | Doug Mills   |
|        | SRP                         | SRPII                          | GTS                          | GT                        | AGT          |
| 2001   | James Weaver                | Andy Lally                     | Chris Bingham                | Darren Law                | Craig Conway |
| 2002   | Didier Theys                | Terry Borcheller               | Chris Bingham                | Bill Auberlen Cort Wagner | Kerry Hitt   |
|        | DP                          | SRPII                          | GTS                          | GT                        |              |
| 2003   | Terry Borcheller            | Steve Marshall                 | Tommy Riggins Dave Machavern | Cort Wagner Brent Martini |              |
|        | DP                          | GT                             | SGS                          |                           |              |
| 2004   | Max Papis Scott Pruett      | Andy Lally Marc Bunting        | Bill Auberlen Boris Said     |                           |              |
|        | DP                          | GT                             |                              |                           |              |
| 2005   | Max Angelelli Wayne Taylor  | Craig Stanton (en)             |                              |                           |              |
| 2006   | Jörg Bergmeister            | Andy Lally Marc Bunting        |                              |                           |              |
| 2007   | Alex Gurney Jon Fogarty     | Dirk Werner                    |                              |                           |              |
| 2008   | Memo Rojas Scott Pruett     | Paul Edwards Kelly Collins     |                              |                           |              |
| 2009   | Alex Gurney Jon Fogarty     | Leh Keen Dirk Werner           |                              |                           |              |
| 2010   | Memo Rojas Scott Pruett     | Emil Assentato (en) Jeff Segal |                              |                           |              |
| 2011   | Memo Rojas Scott Pruett     | Leh Keen Andrew Davis          |                              |                           |              |
| 2012   | Memo Rojas Scott Pruett     | Emil Assentato (en) Jeff Segal |                              |                           |              |
|        | DP                          | GT                             | GX                           |                           |              |
| 2013   | Max Angelelli Jordan Taylor | Alessandro Balzan              | Jim Norman                   |                           |              |

## A voir également
- Continental Tire Sports Car Challenge - le championnat support des Rolex Sports Car Series